# Genikampen
Genikampen är ett svenskt underhållningsprogram som 2014-2016 producerades av SVT. Programmet går ut på att olika personer (i programmet kallade "genier") från olika delar av Sverige ska göra upp i två olika lag om vinsten. I både första och andra säsongen vann en person med förnamnet "Fredrik".

## Säsong 1
Säsong 1 sändes under hösten 2014. Vinnare blev Fredrik Löfgren från Linköping.

### Tävlande
Åtta personer deltog i den första säsongen. Nedan listas de tävlande efter slutresultat.
1 // Fredrik Löfgren, Linköping
2 // Erika Malmberg, Läppe
3 // Gustav Borgefalk, Stockholm
4 // Magnus Helgesson, Falkenberg
5 // Linnea Segerstedt, Uppsala
6 // Marie Rådbo, Stockholm
7 // Gerth Axner, Åkersberga
8 // Emma Nimstad, Skövde

## Säsong 2
Säsong 2 sändes under hösten 2015. Vinnare blev Fredrik Cumlin från Täby. 

### Tävlande
Tolv personer deltog i den andra säsongen. Vinnare blev Fredrik Cumlin efter en finalduell mot Axel Bååthe. 
1 // Fredrik Cumlin, Täby
2 // Axel Bååthe, Saltsjö Duvnäs
3 // Martina Norén, Västra Frölunda
3 // Johan Eckerdal, Knivsta
5 // Mia Liljeberg, Hässelby
6 // Nina Turesson, Linköping
7 // Valentina Chapovalova, Uppsala
8 // Theresa Weber-Qvarfort, Uppsala
9 // Gunnar Sporrong, Skara
10 // Parvaneh Parhizkari, Västra Frölunda
11 // Robert Persson, Malmö
12 // Ronny Sundin, Ånge

## Säsong 3
Säsong 3 sändes under hösten 2016. Vinnare blev Ziyene Melki från Malmö.

### Tävlande
Tolv personer deltog i den tredje säsongen.
1 // Ziyene Melki, Malmö
2 // Josef Wideström, Onsala
3 // Karan Partovi, Stockholm
3 // Jinci Brettschneider, Oslo
5 // Lars Arell, Stockholm
5 // Hans Brettschneider, Skellefteå
7 // Jesper Högström, Spånga
8 // Maria Gunther, Uppsala
9 // Anna Falk, Sundbyberg
10 // John Litborn, Linköping
11 // Elida Thunell, Järvsö
12 // Kaos Michalewska, Stockholm